# Sjambok

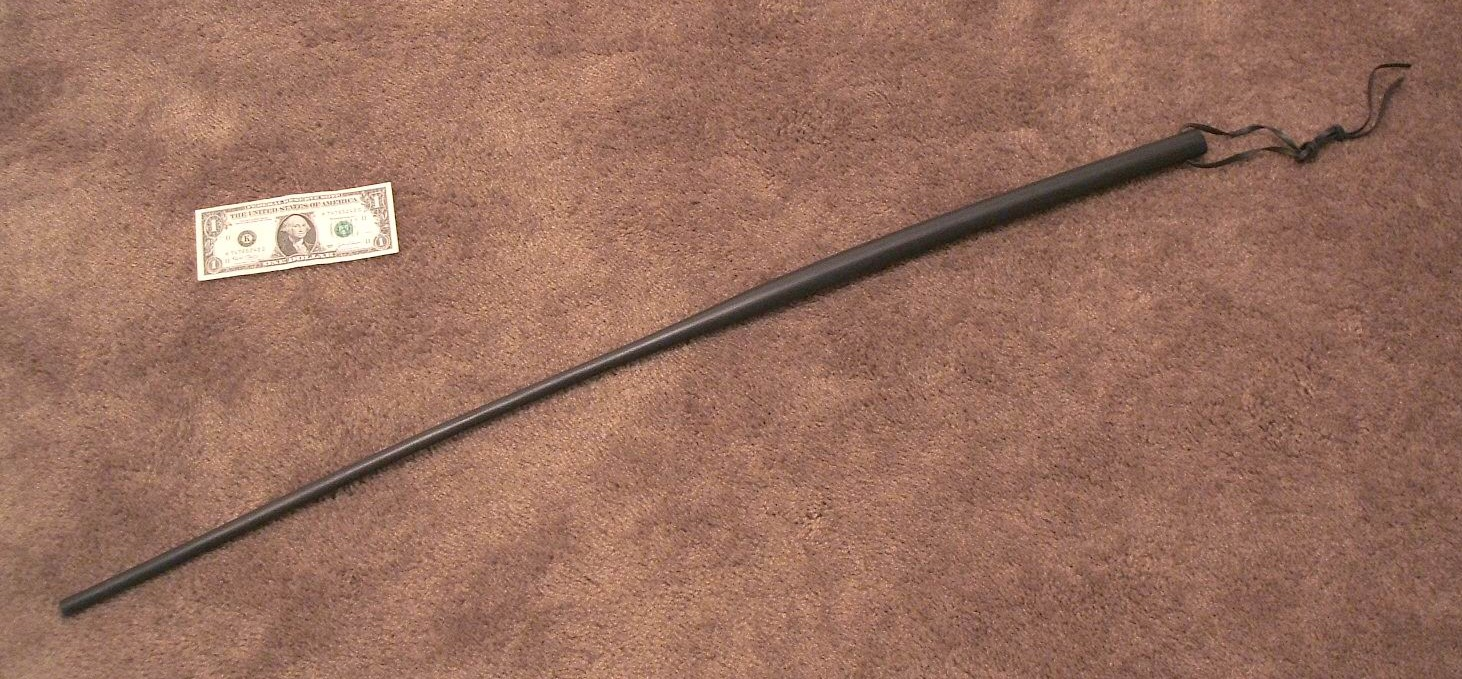
Een plastic sjambok van 90 cm, gebruikt door de Zuid-Afrikaanse politie

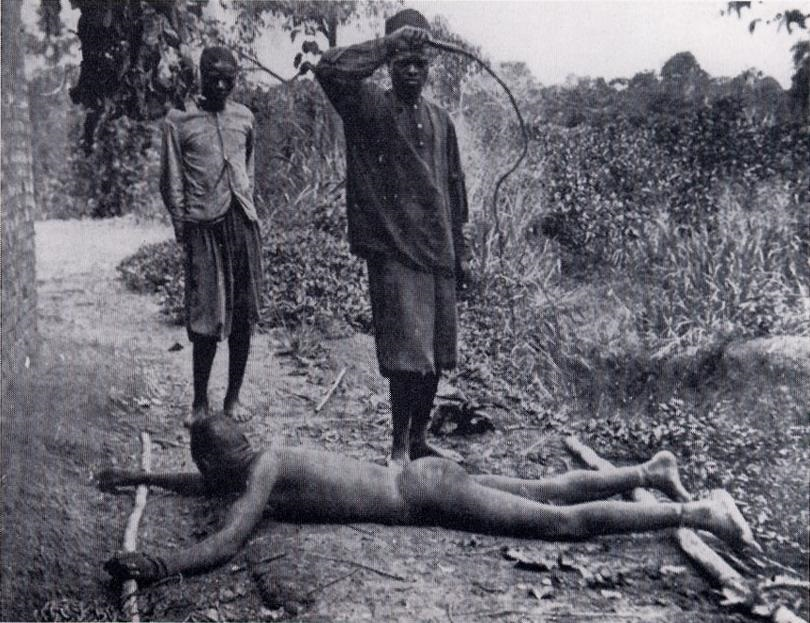
Straf met een chicotte in de Onafhankelijke Congostaat onder Leopold II

Een sjambok (Afrikaans: sambok) is een lange leren zweep die van oorsprong uit Afrika komt. In de Onafhankelijke Congostaat en in Belgisch Congo heette de zweep van nijlpaardenhuid een chicotte. Het was een instrument van koloniale bestraffing en disciplinering.

## Geschiedenis
Het woord sjambok is ontleend aan het Maleis of Javaans (cambuk), dat op zijn beurt weer uit het Perzisch komt (shallāq). De naam is in Zuid-Afrika terechtgekomen via Maleise slaven die naar de Kaapkolonie werden vervoerd.
De sjambok werd traditioneel gemaakt van Afrikaanse dierenhuiden, zoals van de neushoorn, nijlpaard of giraffe, maar later is men grotendeels overgestapt op kunststof. De sjambok is gebruikt om vee aan te sturen en lijfstraffen uit te delen, zoals door de Voortrekkers op hun kuddes en door de Zuid-Afrikaanse politie in apartheidstijd.